# Saint-Martin-de-Juillers
Saint-Martin-de-Juillers é uma comuna francesa na região administrativa da Nova Aquitânia, no departamento de Charente-Maritime. Estende-se por uma área de 8,38 km². Em 2010 a comuna tinha 161 habitantes (densidade: 19,2 hab./km²).